# Rise to Ruin
Rise to Ruin è il settimo album della band olandese Gorefest. Fu pubblicato nel 2007 dalla Nuclear Blast.

## Tracce
1. Revolt – 5:27
2. Rise to Ruin – 4:48
3. The War on Stupidity – 4:14
4. A Question of Terror – 5:35
5. Babylon's Whores – 9:09
6. Speak When Spoken To – 4:19
7. A Grim Charade – 5:08
8. Murder Brigade – 4:15
9. The End of It All – 5:46

## Formazione
- Jan-Chris de Koeijer - voce, basso
- Boudewijn Bonebakker - chitarra
- Frank Harthoorn - chitarra
- Ed Warby - batteria